# Лоренцо, Джузеппе
Джузе́ппе Лоре́нцо (итал. Giuseppe Lorenzo; 27 декабря 1964) — итальянский футболист, которому принадлежит рекорд по самому быстрому в мире удалению в профессиональном матче.

## Карьера
Он дебютировал в Серии А очень молодым в Катандзаро, после первого матча его отправили в аренду в Чезенатико в Межрегионале (где он забивает 21 гол, в паре с Дал Монте, который забивает 17, способствуя продвижению Романьи в C2 и покорение вершины лучших бомбардиров, за которым следует только его товарищ по команде), возвращает его в Калабрию, заставляя его играть один сезон в Серии B и один в С1, где с 18 голами он побеждает лучшего бомбардира и способствует продвижению Катандзаро. в Серии Б.
В 1985 году он перейдет в «Сампдорию», где сыграет два сезона в Серии А и проиграет финал Кубка Италии. В 1987 году он был продан в Чезене в Серии А. В 1988 году он прибыл в Болонью: на первом чемпионате в 1988—1989 годах он забил свой первый гол в ворота «Пизы». Он забил лишь небольшую горстку голов за сезон. После непродолжительного возвращения в Катандзаро в сезоне 1989—1990 он участвовал в Кубке УЕФА 1990—1991 с «Болоньей», забив решающий пенальти за проход против Адмиры Вакер.
В 1991 году он перешел в Серию B с «Таранто»; в то время как в 1993 году он был продан в «Пистойезе», где во втором сезоне внес свой вклад в повышение в Серию B — категорию, в которой он играл в следующем году. В 1996 году он перешел в Форли, а затем в Губбио (Серия C2), прежде чем закончить футбол, сыгранным в Ареццо в Серии C1 в возрасте 35 лет.
До 29 декабря 2008 года он был рекордсменом по быстрому удалению, оставаясь на поле всего десять секунд.

## Интересные факты
- Ему принадлежит рекорд по самому быстрому в мире удалению в профессиональном матче: Лоренцо, выступавший тогда в составе клуба «Болонья», был удалён за удар противника после 10 секунд игры против «Пармы» 9 декабря 1990 года. В 2008 году было зафиксировано новое достижение: нападающий английского клуба «Чиппенхэм Таун» Дэвид Пратт был удалён уже на 4-й секунде матча[1], однако его клуб, выступающий в одной из низших лиг английского первенства, не являлся профессиональным.